# NBA バスケットボール
NBA バスケットボールは、WOWOWで放送される北米プロバスケットボール・NBAの中継番組である。

## 概要
2010-11シーズンよりWOWOWがNBA放映権を獲得。
2010-11シーズンは、開幕戦は5日連続放送。その後はレギュラーシーズン週1試合、オールスターゲーム及びファイナルの生中継を実施。
2011-12シーズン以降はレギュラーシーズンとプレーオフは毎週5試合、NBAファイナルは全試合生中継で放送が実施されていた。全豪・全仏テニスなど他番組の影響により、録画放送となる事もあった。
しかし2017-18シーズンに楽天が独占放映権を獲得し、そのサブライセンスを受ける形となり放送体制が大幅縮小。プレーオフも東西決勝以降は全試合録画中継、ファイナルに至っては試合開始時間より24時間以降の放送（翌日以降放送）となった。
中継以外にも週1回のハイライトとして「週刊NBAアクション」も放送していた。
WOWOWは2018-19シーズンは放送しないとの声明を発表した。
その後、サブライセンスを再び受けて、6シーズンぶりに放送（2023-24シーズン）される事になった。毎週5試合を実況・解説付きで生中継し、WOWOWオンデマンドでも毎週7試合をライブ配信する。

## スタジオ進行
- 長澤壮太郎（同時通訳を担当することもある）
- 渋佐和佳奈（WOWOWアナウンサー）

## 解説
- 東野智弥
- 石田剛規
- 佐古賢一
- 中原雄
- 小野秀二
- 陸川章
- 小宮邦夫
- 佐々木クリス（同時通訳を担当することもある）

## 実況
- 田中大士（WOWOWアナウンサー）
- 近藤祐司（同時通訳を担当することもある 実況担当日は同時通訳兼任）
- 加藤暁
- 三橋泰介
- 加藤じろう
- 渡邊哲夫

## 週刊NBAアクション
- 中山明日実